# Gorom-Gorom (departamento)
Gorom-Gorom es un departamento de la provincia de Oudalan, en la región del Sahel, Burkina Faso. A 1 de julio de 2018 tenía una población estimada de 160 890 habitantes.
Se encuentra ubicado al noreste del país, cerca de la frontera con Níger y Malí.